# Geo-Naturpark Bergstraße-Odenwald

Logo des Geoparks Bergstraße-Odenwald

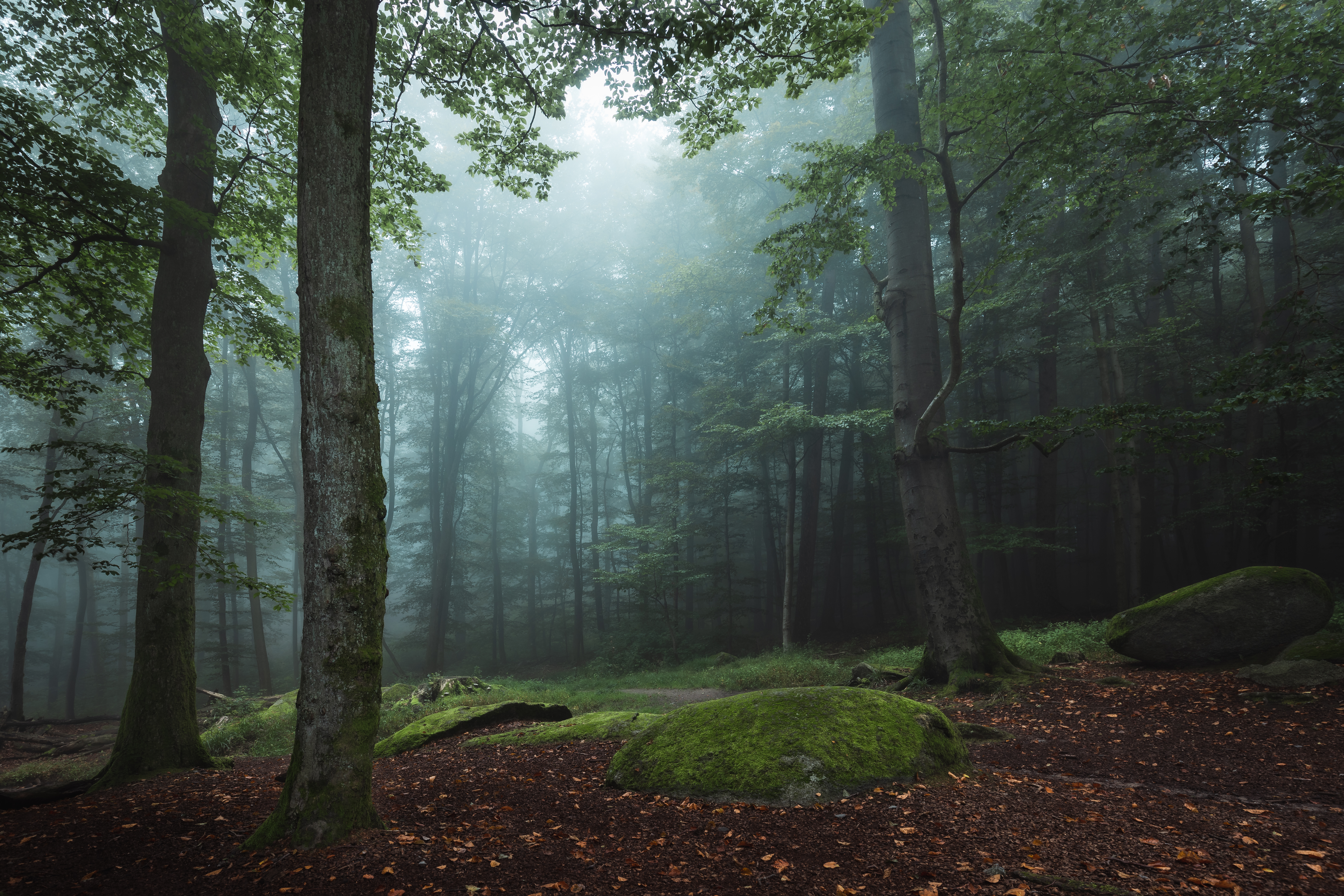
Felsberg bei Lautertal im Geo-Naturpark Bergstraße-Odenwald

Der Geo-Naturpark Bergstraße-Odenwald ist ein Geopark in Deutschland; er ist als solcher seit 2002 national und international zertifiziert. Seit 2015 ist er UNESCO Global Geoparks. Er liegt mit einer Größe von 3800 km² zwischen den Flüssen Rhein, Main und Neckar. Im Süden überschneidet er sich teilweise mit dem Naturpark Neckartal-Odenwald auf baden-württembergischem Gebiet. Im Osten trifft er am Main mit dem Naturpark Bayerischer Spessart zusammen. Der Geopark weist eine sehr hohe Geodiversität auf und präsentiert unterschiedlichste Landschaften mit höchst unterschiedlichem geologischen Untergrund: von der Rheinaue über die Terrassen des Rheintals, Fußflächen und Randhöhen der Bergstraße in den Kristallinen Odenwald und weiter über den Buntsandstein-Odenwald zu den Muschelkalkflächen des Baulands.

## Auszeichnung als Geopark
Der Geo-Naturpark ist seit 2002 als Geopark Bergstrasse-Odenwald Mitglied im European Geoparks Network. 
Innerhalb des Geoparks befinden sich außerdem die UNESCO-Welterbestätten Grube Messel (Weltnaturerbe), das Kloster Lorsch (Weltkulturerbe), die Mathildenhöhe Darmstadt (Weltkulturerbe) und ein kleiner Teil des Obergermanisch-Rätischen Limes (Weltkulturerbe).
Zuvor schon, im Jahr 2002, war der Geopark Bergstraße-Odenwald (zusammen mit dem Geopark Harz – Braunschweiger Land – Ostfalen, dem Geopark Mecklenburgische Eiszeitlandschaft sowie dem Geopark Schwäbische Alb) bei der ersten Zertifizierung von Nationalen GeoParks in Deutschland zum Nationalen GeoPark erklärt worden.

## Geographische Lage
Der Naturpark liegt im Odenwald
- im Süden des Bundeslands Hessen in den Landkreisen Bergstraße, Darmstadt, Darmstadt-Dieburg, Groß-Gerau und Odenwaldkreis,
- im Nordwesten von Bayern im Landkreis Miltenberg und Landkreis Aschaffenburg,
- im Norden von Baden-Württemberg in den Landkreisen Rhein-Neckar-Kreis, Neckar-Odenwald-Kreis und Main-Tauber-Kreis.

Der Naturpark umfasst im Westen das Hessische Ried und die Bergstraße, die waldreiche Mittelgebirgslandschaft des Kristallinen Odenwaldes und des Buntsandstein-Odenwalds bis hin zum Maintal im Osten. Im Norden reicht der Naturpark ins Messeler Hügelland und nach Süden bis zum Neckartal.

## Träger
Der Träger des Naturparks ist der Geo-Naturpark Bergstraße-Odenwald e. V., der 2008 aus dem Zusammenschluss des 1960 gegründeten Naturpark Bergstraße-Odenwald e. V.  und des Geopark Bergstraße-Odenwald e. V. entstand.

## Aufgaben
Die UNESCO definiert für einen Geopark drei übergeordnete Ziele: Bewahrung der intakten Umwelt, Impulse für eine nachhaltige wirtschaftliche Entwicklung und geowissenschaftliche Wissensvermittlung. Zur Bewahrung der Umwelt gehört bei einem Geopark insbesondere auch der Geotopschutz. Die nachhaltige wirtschaftliche Entwicklung soll vor allem auch dadurch erreicht werden, dass der Geopark durch seine Angebote den Geotourismus stärkt. 

## Schutzgebiete
Der südöstliche Teil des Naturparks ist als Landschaftsschutzgebiet LSG innerhalb des Naturparks Bayerischer Odenwald (ehemals Schutzzone) (LSG-00562.01, WDPA: 396112) ausgewiesen.

## Sehenswürdigkeiten
- Weltnaturerbe Grube Messel
- Weltkulturerbe Kloster Lorsch
- Naturschutzgebiet Kühkopf-Knoblochsaue bei Stockstadt am Rhein
- Odenwald-Limes
- Felsenmeer bei Reichenbach im NSG „Felsberg bei Reichenbach“
- Obrunnschlucht zwischen Höchst im Odenwald und Rimhorn
- Heidelberg mit Heidelberger Schloss
- Lösswand von Haarlass in Heidelberg, deren erste wissenschaftliche Beschreibung durch Karl Cäsar von Leonhard 1824 zur Einführung der Bezeichnung Löss führte
- Katzenbuckel – mit 626,8 m Höhe die höchste Erhebung des Odenwalds
- Odenwälder Freilandmuseum in Walldürn-Gottersdorf
- Eberstadter Tropfsteinhöhle bei Buchen (Odenwald)
- Naturschutzzentrum Bergstraße bei Bensheim
- Besucherbergwerk Grube Marie in der Kohlbach bei Hohensachsen
- Besucherbergwerk Grube Anna-Elisabeth bei Schriesheim
- St. Maria in Lichtenklingen
- Lehrpfad „Die kleine Bergstraße – Landschaft, Mensch und Umwelt“ in Klein-Umstadt zu den Themen Weinbau, Geologie und Schwerspatbergbau